# Tháp Almas
Tháp Almas (tiếng Ả Rập: برج الماس Tháp Diamond) là một tòa nhà chọc trời cao 360 m gồm 68 tầng trong khu Jumeirah Lakes Towers, Dubai, Các Tiểu vương quốc Ả Rập Thống nhất. Việc xây dựng tòa nhà văn phòng bắt đầu vào đầu năm 2005 và được hoàn thành vào năm 2009 với việc lắp đặt một số tấm ốp còn lại ở đỉnh tháp. Tòa nhà này đã đứng đầu năm 2008 và trở thành tòa nhà cao nhất ở Dubai cho đến năm 2009 khi nó bị Burj Khalifa vượt qua.

## Xây dựng
Tháp Almas nằm trên hòn đảo nhân tạo của riêng mình ở trung tâm khu tự do Jumeirah Lakes Towers, tòa nhà cao nhất trong số các tòa nhà đang phát triển. Nó được thiết kế bởi Atkins Trung Đông, người đã thiết kế hầu hết khu phức hợp Khu tự do JLT. Tòa tháp được xây dựng bởi Tập đoàn Taisei của Nhật Bản trong một liên doanh với Arabian Construction Co. (ACC), người đã được Nakheel Properties trao hợp đồng vào ngày 16 tháng 7 năm 2005.

## Chức năng
Trung tâm đa hàng hóa Dubai (DMCC), nhà phát triển của tòa tháp, là người đầu tiên chuyển đến. DMCC chuyển văn phòng công ty cùng với Sàn giao dịch Kim cương Dubai đến tòa tháp chưa hoàn thành vào ngày 15 tháng 11 năm 2008. Tháp Almas hiện có các cơ sở cung cấp một loạt các dịch vụ cho ngành kim cương, đá quý màu và ngọc trai của khu vực. Cùng với Sàn giao dịch Kim cương Dubai, bao gồm Câu lạc bộ Kim cương Dubai, Sàn giao dịch Ngọc trai Dubai, văn phòng chứng nhận quy trình Kimberley và truy cập vào các cơ quan vận tải an toàn như Brinks và Transguard, ngoài phòng kết nối và phòng họp. Do loại giao dịch diễn ra tại tòa tháp, bảo mật cao được áp dụng. Tháp Almas xếp thứ 8 trong Giải thưởng Nhà chọc trời Emporis năm 2009.

## Tai nạn
Vào ngày 22 tháng 4 năm 2018, một vụ hỏa hoạn bùng phát ở Almas Tower và tất cả cư dân đã được sơ tán, không có báo cáo thương tích nào theo báo cáo của Dubai Civil Defense.